# 別府弁天池
別府弁天池（べっぷべんてんいけ）は、山口県美祢市秋芳町大字別府水上、別府厳島神社の境内にある池。水深は約4メートルで、池底まで透明である。秋吉台のカルスト台地に含まれ、ドリーネの池の底から湧水し、日差しの角度によりコバルトブルーまたはターコイズブルーを呈する。
池から湧き出でる地下水は1985年（昭和60年）に別府弁天池湧水として名水百選に選定された。Mine秋吉台ジオパークのジオサイトとなっている。

## 概要
秋芳洞とともに秋吉台を代表する観光地でもある。別府弁天池と秋芳洞の湧水は、カルストの特有のカルシウム-炭酸水素塩の水質であるが、秋芳洞の水質は別府弁天池に比べて電気伝導度等の大きな違いが見られる。別府弁天池の湧水は、秋吉台地の北端に分布する非石灰岩質のチャートに浸透した水が他の帯水層から地下水として湧出すると考えられている。

## 由来・歴史
伝説によれば、堅田の長林という林を開墾するために日夜努力していた当地の長者が、夢に現れた老翁に2つの鎌を託され、指示通りに林を切り開いたが、水がなくて困っていた。そうしたところ、諏訪明神より「これより北にある弁財天を勧請して祭りをすれば、必ず神の恵みがある」とのお告げがあり、早速に社を建立して祭を催したところ、その夜にわかに水が湧き出してきたとのことである。
同神社では、毎年9月の第1日曜日に行われる弁天祭に、別府念仏踊（山口県指定無形文化財）が奉納されている。

## 利水
湧出量は毎秒約186リットル、水温は年間を通じて14℃。カルシウム含有量が20ppmと適量であるため、人間の味覚に合う。
近隣住民の生活用水の水源になっているため、手足を浸けるなどの行為は禁止されている。このほか灌漑用水、マスやチョウザメの養殖に利用されている。

## 交通
- 美祢線於福駅下車 タクシー
- 山口県道31号美東秋芳西寺線秋芳町別府

## 周辺
- 秋吉台
- 景清穴
- 秋芳洞
- 大正洞